# エットーレ・ジャンニーニ
エットーレ・ジャンニーニ（Ettore Giannini, 1912年12月15日 - 1990年11月15日）は、イタリアの脚本家、映画監督である。ネオレアリズモ、イタリア式コメディの映画作家であり、寡作である。

## 人物・来歴
1912年12月15日、カンパニア州ナポリ県ナポリに生まれる。
1936年、短篇映画 La prua incatenata を監督した記録がある。1940年以降、脚本家として活動し、1942年にはルイジ・ザンパが監督した『フラ・ディアボロ』の助監督を務め、翌1943年には『白い天使』で映画監督としてデビューする。
1954年に開催された第7回カンヌ国際映画祭のコンペティション部門に監督作『ナポリの饗宴』を出品、国際賞を受賞、以降監督作はない。1957年に開催された第22回ヴェネツィア国際映画祭のコンペティション部門における審査員を務める。
1967年に公開されたミケーレ・ルーポ監督の『女王陛下の大作戦』の脚本に参加した以降は、脚本作もない。
1990年11月15日、カンパニア州ナポリ県マッサ・ルブレンセで死去した。満77歳没。

## フィルモグラフィ
助監督作等、クレジットの不明なものもあり、明確な作品は下記の通り。
- La prua incatenata : 短篇映画、1936年 - 監督

- 『恋の策略』 Manovre d'amore : 監督ジェンナロ・リゲッリ、1940年 - 脚本
- 『描かれた地平線』 Orizzonte dipinto : 監督グィド・サルヴィーニ、1941年 - 原案
- 『フラ・ディアボロ』 Fra' Diavolo : 監督ルイジ・ザンパ、1942年 - 助監督
- 『白い天使』 L'angelo bianco : 1943年 - 監督・技術監督
- 『その男たちは敵である』 Gli uomini sono nemici : 1948年 - 監督

- 『裁判に立つ都市』 Processo alla città : 監督ルイジ・ザンパ、1952年 - 原案・脚本
- 『ヨーロッパ一九五一年』 Europa '51 : 監督ロベルト・ロッセリーニ、1952年 - 出演・役 Andrea Casatti
- 『ナポリの饗宴』 Carosello napoletano : 1954年 - 監督・脚本
- 『我は我が恋をつらぬく』 Difendo il mio amore : 監督ジュリオ・マッキ、1956年 - 原案
- 『祖母サベッラ』 La nonna Sabella : 監督ディーノ・リージ、1957年 - 脚本

- 『さいはての用心棒』 Per pochi dollari ancora| : 監督ジョルジオ・フェローニ、1966年 - 翻案・台詞
- 『女王陛下の大作戦』 Colpo maestro al servizio di Sua Maestà britannica| : 監督ミケーレ・ルーポ、1967年 - 脚本・台詞

## 関連事項
- ネオレアリズモ
- イタリア式コメディ
- 第22回ヴェネツィア国際映画祭 （it:22ª Mostra internazionale d'arte cinematografica di Venezia）
- ジェンナロ・リゲッリ （en:Gennaro Righelli）
- グィド・サルヴィーニ （it:Guido Salvini (regista)）
- ジュリオ・マッキ （it:Giulio Macchi (regista)）
- ジョルジオ・フェッローニ （it:Giorgio Ferroni）
- ミケーレ・ルーポ （en:Michele Lupo）

## 脚註

### 註釈
1. 1 2  イタリア語では語頭のEにアクセントがあるため、カナ表記としては「エットレ」が原音に近く、「エットーレ」という表記は明らかに誤りである[1]。